# Baccalauréat en France
Pour les articles homonymes, voir Bac.
Pour un article plus général, voir Baccalauréat (scolaire).
En France, le baccalauréat, souvent appelé bac, est un diplôme national sanctionnant la fin des études secondaires générales, technologiques ou professionnelles. Il correspond au niveau international CITE/ISCED 3 et au niveau 4 de la nomenclature des niveaux de formation en France.
Le Baccalauréat général ou le Baccalauréat technologique s'obtient en passant l'examen du même nom, constitué d'épreuves écrites et orales se déroulant en classes de première et de terminale comptant pour 60% de la note finale, ainsi qu'un contrôle continu du cycle Terminal comptant pour 40% de la note finale. Pour obtenir le baccalauréat, les candidats doivent obtenir une note moyenne d'au moins 10/20.
Le Baccalauréat professionnel permet l'insertion professionnelle des candidats reçus. Il comporte sept épreuves obligatoires. Les candidats peuvent aussi choisir de passer jusqu'à deux épreuves facultatives, au maximum : langue vivante ou unité facultative de mobilité, ou unité facultative "secteur sportif" pour certaines spécialités. Les candidats doivent obtenir une note moyenne d'au moins 10/20.
Le diplôme permet d'accéder à l'enseignement supérieur. Le baccalauréat est considéré comme le premier grade universitaire, l'examen des candidats étant jusqu'au début du XXe siècle effectué exclusivement par les professeurs des facultés des lettres et des sciences.

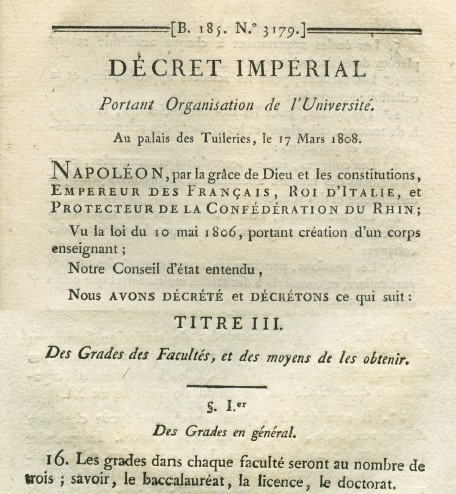
Décret impérial du 17 mars 1808.

## Étymologie
Le mot baccalauréat est issu de l'altération de l'ancien français « bacheler », qui lui-même dérive du latin médiéval « baccalarius ». Baccalarius signifie en bas latin : petit propriétaire d'une baccalaria, sorte de métairie (colonat partiaire). Ainsi « bachelier » signifie à l'origine gardien ou petit propriétaire de vaches. Au Moyen Âge, le mot désigne un propriétaire de quelques bachelles de terre. Le mot évolue vers la signification de jeune homme pourvu de quelques biens, avec un statut proche de l'écuyer. Baccalaureus est attesté depuis le milieu du XVe siècle au sens de « jeune homme qui aspire à être chevalier ». Il évolue ensuite vers celui de jeune homme libre, pas encore marié (voir bachelor anglais) ou encore bachelette en ancien français, pour désigner une fille à marier,. C'est ensuite métaphoriquement que le rapprochement avec la couronne de lauriers bacca lauri qu'on pose sur la tête des plus méritants se fait, évoluant vers la notion actuelle de bachelier en tant que premier grade universitaire, les docteurs parant le front des nouveaux bacheliers de baies de laurier.
Le terme est apparu au sein de l'université de Paris au XIIIe siècle pour désigner un grade intermédiaire vers la maîtrise ès arts ou les doctorats en droit, en théologie et en médecine, il s'est répandu ensuite dans les autres universités de France et en Angleterre via l'université d'Oxford. Il fut repris par Napoléon Ier lors de l'instauration de l'université de France en 1808, au sein de laquelle les baccalauréats ès lettres et ès sciences, dont est directement issu le baccalauréat général actuel, reprirent en partie le rôle de la maîtrise ès arts dans les anciennes universités.
Dans le système universitaire de tradition anglo-saxonne, le baccalauréat est devenu un grade sanctionnant généralement le premier cycle des études supérieures. Il correspond au niveau international CITE/ISCED 6 (licence française).

## Histoire

### Du Moyen Âge à la Révolution française
Les premiers baccalauréats datent en France du XIIIe siècle avec l'apparition de l'université de Paris. Le baccalauréat est alors conféré dans les quatre facultés : faculté des arts, de médecine, de droit et de théologie. Il s'agit du premier grade obtenu dans chacune de ces facultés, la faculté des arts étant généralement un préalable aux autres facultés : le baccalauréat de théologie, par exemple, était donc supérieur au baccalauréat des arts et de même que la licence des arts. Le bachelier (il ne s'agit alors que de garçons) peut ensuite préparer la licence de sa faculté afin d'obtenir le droit d'enseigner (licencia docendi : permission d’enseigner) dans celle-ci. En tant que bachelier, il peut assister un professeur pour l'enseignement en direction des candidats au baccalauréat en étant responsable des cours dits « extraordinaires ».
Le baccalauréat en arts était un grade de l'ancienne faculté des arts (voir par exemple : faculté des arts de Paris) avant la Révolution. Le terme « arts » avait alors un sens plus large qu'aujourd'hui. Ce grade n'apparaît plus dans les statuts de l'université de Paris de 1600. Le bachelier des arts était un assistant du maître, il donnait des cours dits « extraordinaires » et s'occupait de faire répéter les jeunes élèves non bacheliers. Il désignait également le principal grade universitaire dans l'ancienne université de Paris, sur laquelle les universités anglo-saxonnes ont pris modèle. Il est délivré généralement après des études dans le domaine des lettres, des beaux-arts ou des sciences sociales ou humaines. Ce terme est parfois abrégé en BA (ou plus rarement AB, de l'expression latine Artium Baccalaureus).

### XIXeetXXesiècles

#### Réforme napoléonienne

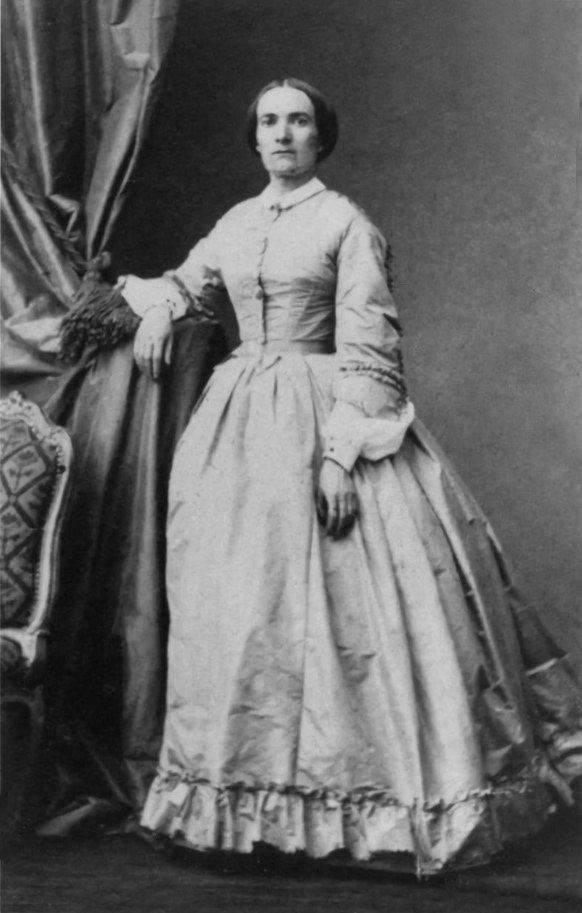
Julie-Victoire Daubié, la première candidate et titulaire du baccalauréat en 1861.

Après la Révolution française qui supprime les universités, le baccalauréat a été réorganisé pour les cinq disciplines (sciences, lettres, droit, médecine, théologie) par Napoléon Ier en 1808, avec les deux autres grades, la licence et le doctorat. Le baccalauréat devient alors un grade universitaire d'État. Le décret du 17 mars 1808 fixe les règles à suivre pour obtenir ces grades :
Article 1. « L’enseignement public, dans tout l'Empire, est confié exclusivement à l'Université. »
L’Université impériale organise ainsi le contrôle des compétences avec la création de trois grades universitaires, baccalauréat, licence et doctorat, conditions d’accès au métier d’enseignant.
Les deux nouveaux baccalauréats, baccalauréat des lettres et baccalauréat des sciences, s'inscrivent dans l'héritage de la maîtrise ès arts. Les baccalauréats de chaque discipline ne sont pas de même niveau : ainsi le baccalauréat des lettres est un préalable à la présentation aux épreuves des autres baccalauréats. Le baccalauréat en droit est obtenu après deux années d'études dans la faculté de droit.
Napoléon, par ce décret impérial, étatise l'instruction jusque-là tenue par l'Église afin de produire pour la nation une élite administrative et politique.

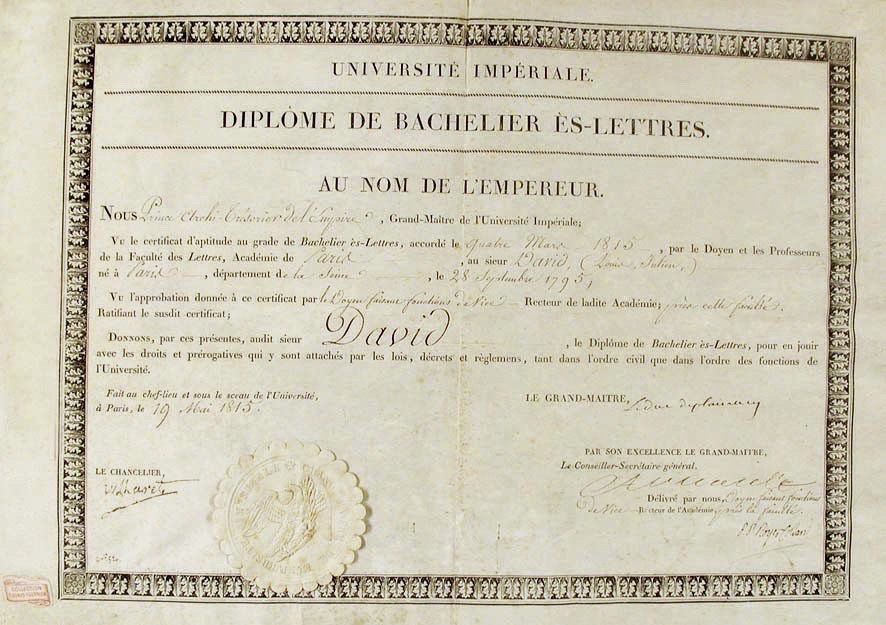
Diplôme de bachelier ès-lettres, 1815.

Le baccalauréat est créé en 1808, mais sa première édition n'a lieu qu'en 1809. Cette année inaugurale ne voit que 31 bacheliers (30 bacheliers es lettres, 1 bachelier es lettres et es sciences). Fait curieux, l'Académie de Paris ne présente aucun candidat. L'Académie de Douai en compte 10, celle d'Amiens 9, celle de Strasbourg 7, et celle de Rennes 4. On délivre plus d'un millier de diplômes en 1812, plus de deux mille en 1816.

#### Réformes suivantes
En 1830, apparaît la distinction entre lettres et sciences[réf. nécessaire] et est introduite la première épreuve écrite (consistant en une composition française ou la traduction d'un passage d'un auteur classique) et, en 1840, des mentions très bien, bien et assez bien. À partir de 1852, les baccalauréats ès lettres et ès sciences deviennent séparés (l'un n'étant plus attaché à l'autre et pouvant se passer séparément), alors qu'auparavant le baccalauréat des lettres précédait obligatoirement le baccalauréat des sciences, vu comme un baccalauréat complémentaire, divisé en baccalauréat des sciences physiques et des sciences mathématiques. Il apparait aussi en 1858 un bac ès sciences restreint, spécifiques à certaines formations ultérieures comme médecine ou pharmacie. Il y avait au XIXe siècle suffisamment peu de candidats pour que les professeurs de l'université fassent eux-mêmes passer les épreuves, comme on le voit dans Le Bachelier de Jules Vallès. Ainsi pouvait-on compter pour l'Académie de Paris, en 1885, 878 bacheliers reçus au premier baccalauréat, et 776 au second baccalauréat. En 1902, des enseignants du secondaire partagent les places au jury avec les universitaires pour la première fois.
Tout au long du XIXe siècle et jusqu'au début du XXe siècle, les sciences font une percée progressive, mais fort lente, dans l'enseignement des lycées. Le bac est avant tout le mode de sélection d'une infime élite,, sélectionnée sur la base d'une culture générale de haut niveau (les bacheliers parlent le plus souvent latin et grec) orientée avant tout lettres et humanités (même pour les études de médecine, voir détails ci-dessous). Les rares bacheliers ne se spécialisent alors qu'ensuite, en particulier en sciences et techniques, ou en enseignement des sciences, en particulier rejoignant de prestigieuses grandes écoles rattachées à l'État.
Au cours du XIXe siècle, deux groupes de baccalauréats se distinguent : les baccalauréats ès lettres et ès sciences, que l'on prépare au sein des lycées, et les trois autres baccalauréats, qui sont des grades intermédiaires des études supérieures menant à la licence.
Plus précisément, ce n'est qu'entre 1852 et 1890 qu'il y eut des baccalauréats ès lettres et ès sciences, puisque la distinction a été supprimée en 1890, instaurant un baccalauréat de l'enseignement classique en deux parties. En 1891, l'enseignement secondaire spécial devient l'enseignement secondaire moderne et il est institué un baccalauréat de l'enseignement secondaire moderne en deux parties,.
Les réformes entreprises à la fin du XIXe siècle commencent à dessiner le baccalauréat tel qu'il existe encore de nos jours.
Il a connu plusieurs paliers dans sa diffusion parmi la population. Il était initialement destiné aux garçons de la bourgeoisie. Il accueille au fur et à mesure davantage de candidats, alors que la société de la révolution industrielle a besoin de cadres ayant suivi de longues formations. De 7 000 en 1890, les bacheliers sont 37 000 en 1926.
En 1927, les baccalauréats de l'enseignement classique et moderne sont remplacés par le baccalauréat de l'enseignement du second degré, dont les épreuves demeurent cependant durant longtemps encore organisées par les facultés des lettres et sciences humaines et les facultés des sciences.
En 1931, les épreuves sont simplifiées et les coefficients revus, sans toutefois modifier l'architecture générale du baccalauréat.
Au début de la Seconde Guerre mondiale, en juin 1940, alors que le pays est confronté à l'exode, les épreuves du baccalauréat sont décentralisées et avancées à la mi-juin. Leur organisation varie selon les lieux mais vire parfois au chaotique : certaines sont ainsi organisées dans les caves des universités. Le 17 juin, le maréchal Pétain déclare vouloir demander l'armistice et les épreuves sont souvent reportées après celui-ci, signé quelques jours plus tard. Les résultats sont publiés avant le 14 juillet, date du début des grandes vacances.
À la fin du conflit, en 1944, alors que le débarquement de Normandie n'a pas encore eu lieu, aucun report n'est décidé, malgré les risques que courent élèves et professeurs. Une candidate normande témoigne ainsi : « Les copies brûlent dans le rectorat de Caen. Les épreuves écrites doivent donc être recommencées […]. L'écrit se passe avec plusieurs alertes et le responsable des épreuves prend des risques en nous demandant de ne pas quitter la salle d'examen pendant celles-ci ». Finalement, la session compte 12 999 admis sur 27 851 inscrits, soit des chiffres comparables à ceux de 1943.
En 1945, la classe unique de terminale est scindée en trois : philosophie, sciences expérimentales et mathématiques, préparant chacune à une épreuve de baccalauréat distincte. En 1946, est créé le baccalauréat « Mathématiques et technique » : il se prépare d’abord dans les Écoles nationales professionnelles (ENP) et quelques grands collèges techniques.
Le second palier dans la hausse du nombre de bacheliers intervient à partir des années 1930, quand le lycée public devient gratuit à compter de l'entrée en sixième en 1934 (il était payant auparavant, sauf pour quelques rares boursiers comme Marcel Pagnol ou Georges Pompidou, par exemple). Cependant, l’explosion du nombre de bacheliers intervient réellement à partir des années 1960-1970, quand le primaire supérieur (la partie du système scolaire réservée aux familles modestes) est supprimé par décision du ministre de l'Instruction publique de l'époque, Jérôme Carcopino, en 1941, qui crée alors le collège d'enseignement moderne, qui après une première réforme en 1959 - création du collège d'enseignement général - puis une deuxième réforme en 1963 avec la création du collège d'enseignement à la suite de la décision du recteur Capelle - devient unique en 1975 (décision du ministre de l'Éducation nationale de l'époque, M. Haby). De 32 000 bacheliers en 1960, on en compte 237 000 en 1970.
Jusqu'en 1963, le baccalauréat comportait une première partie, et une deuxième partie. L'obtention de cette première partie était obligatoire pour passer en terminale et postuler au baccalauréat. La première partie est remplacée en 1963 par un « examen probatoire » qui ne durera que deux ans (examens de 1963 et 1964). Il est supprimé en 1965. Un oral de contrôle est mis en place pour les élèves n'ayant pas obtenu la moyenne.

#### Les femmes et le baccalauréat
La première femme à passer le baccalauréat est Julie-Victoire Daubié en 1861, grâce aux appuis qu'elle avait à l'Académie de Lyon où elle avait gagné, l'année précédente un concours portant sur le travail des femmes. Elle écrit en 1862 : « En France (j'aime à le dire pour l'honneur de mon pays) l'initiative sociale nous manque ici beaucoup plus que la liberté, car j'ai pu être admise, l'année dernière, à l'examen du baccalauréat, par la Faculté des lettres de Lyon, sans faire de demande exceptionnelle. J'ai rencontré partout, pour cette innovation, une bienveillance impartiale et des sympathies généreuses, dont je ne saurais trop remercier ma patrie et mon siècle ».
En 1868, Madeleine Brès peut exceptionnellement accéder aux études de médecine, après avoir obtenu un baccalauréat. Les femmes doivent cependant encore le travailler à domicile, ne pouvant pas fréquenter les écoles masculines qui préparent au diplôme.
En 1880, la loi Camille Sée permet l'ouverture de collèges et lycées de jeunes filles, où les cours sont cependant différents de ceux des garçons et ne préparent pas au baccalauréat : une leçon de morale remplace la philosophie, les sciences sont à peine survolées et la littérature est expurgée. Une place importante est en revanche donnée aux cours d'économie domestique et de couture. En 1892, on compte douze bachelières, qui ont donc préparé seules les matières du baccalauréat masculin. En 1919, est créé un baccalauréat féminin puis, en 1924 (décret Bérard), les programmes des baccalauréats des garçons et des filles deviennent identiques. C'est à partir de cette date que le baccalauréat commence largement à s'ouvrir aux filles,,, attirées par de nouvelles perspectives de carrière permises depuis la fin de la Première Guerre mondiale. En 1933, on compte 3 966 bachelières pour 11 021 bacheliers.

#### Baccalauréatèslettres
Selon l'arrêté du 10 avril 1852 et le règlement du 5 septembre 1852, pour pouvoir subir les épreuves du baccalauréat ès lettres, devant une faculté des lettres, il faut avoir au moins seize ans. L'examen se compose d'une épreuve écrite et d'une épreuve orale. La première épreuve comprend une version latine, une composition latine ou une composition française suivant le sort. Les sujets sont choisis par le doyen de la faculté. La note à l'épreuve écrite détermine la poursuite de l'examen. L'épreuve orale consiste en une explication de textes grecs, latins et français, puis une interrogation sur la logique, l'histoire et la géographie, l'arithmétique, la géométrie et la physique élémentaire, les bacheliers ès lettres étant dispensés des parties scientifiques.

#### Baccalauréatèssciences
En France, le baccalauréat en sciences a existé de 1808 à 1927, date à laquelle les baccalauréats en sciences et en lettres ont été remplacés par le baccalauréat de l'enseignement secondaire. Il s'agissait d'un diplôme terminant les études secondaires. Selon les lois des 15 mars 1850 et 14 juin 1854 ; les décrets des 22 août 1854 et 23 août 1858 ; les arrêtés des 7 août 1857, 15 juillet 1858 et 24 janvier 1859.
Pour être admis à l'examen du baccalauréat en sciences complet, il fallait être âgé de 16 ans. L'examen se composait d'une épreuve écrite et d'une épreuve orale. L'épreuve écrite comprenait une dissertation en latin, une composition de mathématiques et une de physique. L'épreuve orale comprenait des explications d'ouvrages latins, français, allemands ou anglais et des interrogations sur les matières du programme concernant la logique, l'histoire géographique, les mathématiques pures et appliquées, les sciences physiques et les sciences naturelles. Les bacheliers ès lettres étaient dispensés des épreuves scientifiques.[réf. souhaitée]Les facultés des sciences tiennent annuellement trois sessions d'examen. Le baccalauréat des sciences restreint comprend une composition d'histoire naturelle au lieu de la composition de mathématiques. Il est destiné aux futurs étudiants en médecine. Selon le règlement du 22 mars 1865, chacune des onze épreuves est notée 0, 1 ou 2, le candidat devant obtenir au moins 11/22 pour être reçu. Avant le 19 juillet 2013, le BSc remplaçait le titre d'ingénieur français,.
De sa création par Bonaparte à la fin du Consulat jusqu'à la IIe République, le baccalauréat ès sciences était en France un second baccalauréat, que l'on ne pouvait passer qu'à la condition d'avoir subi avec succès les épreuves du baccalauréat général. Le nombre d'inscrits à l'examen était en principe limité, car les épreuves étaient corrigées par des professeurs d'université. Étaient prioritaires les candidats aux études scientifiques à l'université et aux « écoles du gouvernement » (École polytechnique, École normale supérieure, École spéciale militaire de Saint-Cyr, etc.) : cette clause exigeait des candidats la production d'un certificat de leurs parents ou d'un titre d'inscription dans une faculté scientifique française.
Selon le décret du 10 avril 1852, l'examen se compose de deux épreuves, une épreuve écrite, comprenant deux compositions et une épreuve orale où le candidat doit répondre sur tout l'enseignement de la section scientifique des lycées. Les parties les plus élevées des mathématiques, de la physique, de la chimie et de l'histoire naturelle, qui étaient comprises dans les anciens programmes du baccalauréat ès sciences physiques, sont reportées aux cursus et examens des trois licences en sciences. Selon les lois des 15 mars 1850 et 14 juin 1854, les décrets des 22 août 1854 et 23 août 1858, les arrêtés des 7 août 1857, 15 juillet 1858 et 24 janvier 1859 : pour être admis à l'examen du baccalauréat ès sciences complet, il faut être âgé de 16 ans. L'examen se compose d'une épreuve écrite et d'une épreuve orale. L'épreuve écrite comprend une version latine, une composition de mathématiques et une de physique. L'épreuve orale comprend des explications d'ouvrages latins, français, allemands ou anglais et des interrogations sur les matières du programme concernant la logique, l'histoire géographie, les mathématiques pures et appliquées, les sciences physiques et les sciences naturelles, les bacheliers ès sciences étant dispensés des épreuves purement littéraires. Les facultés des sciences tiennent annuellement trois sessions d'examen du baccalauréat ès sciences. Il est instauré en 1858 un baccalauréat ès sciences restreint qui comprend une composition d'histoire naturelle au lieu de la composition de mathématiques. Il est destiné aux futurs étudiants dans certaines disciplines comme médecine.
Médecine et pharmacie. Selon le décret de 1852, les étudiants en médecine et en pharmacie sont dispensés du baccalauréat ès lettres et doivent être bachelier ès sciences. Mais cette clause est abolie six ans plus tard concernant médecine, par un nouveau décret, du 23 août 1858, avec un retour à l'exigence antérieure d'un bac ès lettres pour pouvoir s'inscrire en médecine, avant la première inscription, avec en sus la demande d'un bac ès sciences restreint (sans mathématiques) avant la troisième inscription (terme consacré, inscriptions trimestrielles). La raison invoquée est le trop faible niveau général constaté depuis 1852 par les enseignants de médecine. Cette procédure va perdurer jusqu'à la fin du XIXe siècle. Après la réforme du bac de 1890 du ministre Bourgeois — bac désormais unique, en 2 parties — décret du 8 août 1890, le ministre Poincaré officialise par décrets du 31 juillet 1893, pour les études de médecine et pharmacie l'obtention préalable du PCN, certificat d'études Physiques, Chimiques et Naturelles (zoologie, botanique) en sus du bac.

#### Baccalauréat en droit
Le baccalauréat en droit sanctionnait les deux premières années d'études dans les facultés de droit. Il fut remplacé en 1962 par le Diplôme d'études juridiques générales, lui même supplanté en 1973 par le Diplôme d’études universitaires générales, mention Droit.

### Depuis les années 1960

#### Réforme de 1965 (à partir du bac 1968)

##### Forme initiale
Cinq sections sont définies en 1965 :
- la section A orientée vers les études littéraires, linguistiques et philosophiques, comportant une option arts ;
- la section B était orientée vers l'histoire-géographie, les sciences politiques, l'économie et les sciences sociales et, partout où cela était nécessaire, les mathématiques appliquées et pures ;
- la section C était orientée vers les mathématiques, physique, chimie, géométrie et algèbre ;
- la section D était orientée vers la physique, la chimie, la biologie et la géologie ;
- la section E associait à un enseignement scientifique un enseignement technique industriel.

##### Modification de 1969
C'est aussi la raison pour laquelle a été introduite, en 1969, une épreuve anticipée de français en classe de première, puisque les élèves de terminale étudient la philosophie en lieu et place du français.

Les grèves de Mai 68 désorganisent l'enseignement mais le ministre de l'Éducation nationale Alain Peyrefitte déclare que les épreuves du baccalauréat ne seront pas reportées. Il démissionne pourtant le 28 mai, remplacé par François-Xavier Ortoli, qui reprend la suggestion du recteur de Reims proposant de les faire passer sous forme orale. Un arrêté est signé le 7 juin pour préciser les modalités exceptionnelles de cette session, notamment la prise en compte dans la notation du dossier scolaire des candidats et l'avis des conseils de classe. Les épreuves, qui peuvent aller jusqu'à sept, se déroulent en une journée par candidat. Cette session compte 82 % de reçus, contre 62 % en 1967 et 63 % en 1969.

##### Modification de 1985

###### Naissance du baccalauréat professionnel
La loi sur l'enseignement technique et professionnel du 23 décembre 1985, dite loi Carraz, programme des études professionnelles menant au bac. C'est la conséquence du déclin prévisible des emplois industriels de niveau CAP et de l’augmentation probable des besoins en emplois plus qualifiés. Les lycées d'enseignement professionnel (LEP) deviennent alors des lycées professionnels (LP) pour marquer qu'ils préparent désormais leurs élèves aux baccalauréats professionnels nouvellement créés.

##### Modification de 1986
En 1985, le gouvernement instaure des réformes permettant l'accès au bac au plus grand nombre, visant alors 80 % d'étudiants admis par classe d'âge, objectif de Jean-Pierre Chevènement alors ministre de l'Éducation nationale (contre 30 % de bacheliers cette année-là) grâce notamment à la mise en place du bac professionnel. Cet objectif sera ramené à 74 % à l'horizon 2000, selon le plan Monory, du nom du ministre de l'Éducation nationale dans le gouvernement Chirac.

###### Projet de loi Devaquet
Alain Devaquet est chargé de mener la réforme des universités. Jacques Chirac, Premier ministre sous Mitterand à partir de mars 1986, souhaite instaurer une sélection à l'entrée à l'université. Alain Devaquet, qui soutient un autre projet de loi, le voit amendé et durci par le Parlement. Ce projet laisse supposer que l’université ne sera pas accessible à tous. Il y est question qu'en cas de manque de place en université, les recteurs seront susceptibles de proposer une autre orientation dans un domaine proche au sein de l'académie de l’étudiant. Des rumeurs persistantes annoncent aussi une forte augmentation des droits d'inscription. Un large mouvement de contestation s'organise, partout en France, de novembre à décembre 1986. La mort d’un étudiant, Malik Oussekine, lors d’une manifestation le 6 décembre à Paris, précipite les événements : Alain Devaquet démissionne et le projet de loi est retiré.

##### Modifications de 1995
La réforme de 1995, initiée par Jack Lang et mise en place par François Bayrou, a pour objectif de rééquilibrer les séries, de les simplifier et de mieux les identifier : les bacs généraux A, B, C, D, E sont remplacés par les trois séries : économique et sociale (ES), littéraire (L), scientifique (S).
- Série économique et sociale (ES)
- Série littéraire (L)
- Série scientifique (S).

Les bacs technologiques deviennent :
- Série Sciences et technologies de l'industrie (STI)
- Série sciences et technologies de laboratoire (STL)
- Série sciences médico-sociales (SMS)
- Série Sciences et techniques tertiaires (STT)

##### Modifications de 2008
En 2008, environ 64 % d'une génération est titulaire du baccalauréat. En 2007, 54 % des bacs obtenus sont des bacs généraux, 26 % des bacs technologiques et 20 % des bacs professionnels. À la fin des années 2010, plus de 90 % des candidats en série générale et technologique obtiennent le baccalauréat.
Le baccalauréat est ainsi passé en un peu plus d’un siècle et demi d’un diplôme élitiste et bourgeois, sélectionnant les futurs cadres de la nation, à un diplôme de base, indispensable à toute formation et à toute carrière professionnelle, remplacé dans son rôle précédent par exemple par les concours d'entrée aux grandes écoles.
Annoncée comme « bling-bling » par certains médias,, le 14 septembre 2008, le ministre de l'Éducation nationale, Xavier Darcos, annonce l'expérimentation, auprès du recteur de l'académie de Créteil, d'une remise de médaille. Le principal syndicat d'enseignants des collèges et lycées, et les fédérations de parents d'élèves s'insurgent de l'initiative,. Si l'idée du ministre n'a pas abouti, durant le mois de mai 2009, la joaillerie Arthus-Bertrand a réalisé quelque 25 000 exemplaires de « la médaille du bachelier » afin d'honorer les commandes auprès de certains établissements, de plusieurs mairies et des particuliers qui remettront malgré tout une décoration aux diplômés,,.

#### Réforme de 2018 (depuis le bac 2021)
À partir du bac 2021, le baccalauréat général prend une nouvelle forme. Dès novembre 2017, à l'initiative du ministre Jean-Michel Blanquer, de nombreux acteurs du milieu éducatif commencent à se réunir pour réfléchir à cette réforme qui comporterait moins d'épreuves : 3 sessions d'examens en cours d'années (deux en classe de première et une en classe de terminale), un écrit et un oral de français (EAF, en première), une épreuve écrite de philosophie (en terminale) et un « Grand Oral » en dernière épreuve ; l'épreuve de Sport se déroulera de manière distincte et en cours d'année de terminale. Les anciennes filières (L, ES et S) disparaîtraient également et le contrôle continu compterait pour 40 % de la note finale. Le ministère lance une consultation auprès de 40 000 lycéens et confie une mission de réflexion à une équipe conduite par Pierre Mathiot, politologue, universitaire et ancien directeur de l'IEP de Lille. Celui-ci rend son rapport le 24 janvier. Jean-Michel Blanquer, après négociations et arbitrages, fait connaître pour la première fois les contours de la réforme le 14 février 2018.
En 2019, le ministère de l'Éducation nationale présente la nouvelle réforme du bac 2021. Le contrôle continu compte désormais pour 40 % de la note finale, tandis que les épreuves terminales pour 60 % de cette dernière.
- Épreuves anticipées de français (écrit et oral), passées en juin de l'année de première, pour 10 % de la note finale ;
- Épreuves terminales des deux spécialités conservées en terminale (sur les trois choisies en première), passées en mars de l'année de terminale, coefficientées 16 chacune, soit 32 % de la note finale ;
- Épreuve écrite de philosophie, passée en fin de l'année de terminale, pour 8 % de la note finale ;
- Épreuve du grand oral, passée en fin de l'année de terminale, pour 10 % de la note finale.

Contrôle continu et E3C (Épreuves Communes de Contrôle Continu):
- Bulletins scolaires (moyennes générales) des années de première et de terminale, pour 10 % de la note finale ;
- Enseignement de spécialité abandonné en première, pour 5 % de la note finale ;
- Histoire-géographie, pour 5 % de la note finale ;
- Langue vivante A, pour 5 % de la note finale ;
- Langue vivante B, pour 5 % de la note finale ;
- Éducation physique et sportive, pour 5 % de la note finale ;
- Enseignement scientifique, pour 5 % de la note finale.

##### Exception de 2020
En raison de la pandémie de Covid-19 en France, le 3 avril 2020, le ministre de l'Éducation nationale Jean-Michel Blanquer annonce que le baccalauréat 2020 sera évalué uniquement en contrôle continu, une première dans son histoire. Les résultats sont consultables sur Internet, mais ils sont également affichés devant les lycées, qui s'organisent pour que cela se passe dans le respect des « gestes barrières » prônés pour freiner la propagation de la maladie.

##### Adaptation de 2021 et la crise du Covid-19
Les E3C sont renommées épreuves communes (EC).
En raison de la crise du COVID19, les sessions des EC de première et terminale sont annulées et remplacées par la prise en compte des moyennes annuelles. Les élèves de première n'ont donc passé que les épreuves anticipées de français et ceux de terminale que les épreuves de philosophie et le grand oral.

##### Baccalauréat 2022
Pour l'année 2022, le ministère de l'Éducation nationale annonce que les épreuves de spécialité du baccalauréat, initialement prévues du 14 au 16 mars, sont reportées du 11 au 13 mai en raison de l'épidémie.
Les EC sont supprimées.
Désormais, les disciplines ne faisant pas l'objet d'une épreuve finale ou anticipée sont notées dans le contrôle continu comme suit :
| Discipline | Coefficient en 1re | Coefficient en Tle                                              | Coefficient total                              |
| --- | ------------------ | --------------------------------------------------------------- | ---------------------------------------------- |
| Histoire géographie | 3,33               | 3                                                               | 6,33                                           |
| LVA | 3,33               | 3                                                               | 6,33                                           |
| LVB | 3,33               | 3                                                               | 6,33                                           |
| Enseignement scientifique (voie générale uniquement) | 2,5                | 2,5                                                             | 5                                              |
| Mathématique (voie technologique seulement) | 2,5                | 2,5                                                             | 5                                              |
| Éducation physique et sportive | Non évalué         | 5 (trois épreuves coef. 1,67 ou deux épreuves coef. 2,5 en CCF) | 5                                              |
| Enseignement moral et civique | Non évalué         | 1                                                               | 1                                              |
| Enseignement de Spécialité arrêté en fin de 1re | 5                  | Non évalué                                                      | 5                                              |
| Enseignements optionnels : - LVC - DNL et SELO - EPS - Arts - Droit et grands enjeux du monde contemporain - Mathématiques complémentaires (pour les élèves ayant abandonné les maths en fin de 1re) - Mathématiques expertes (pour les élèves ayant conservé l'EdS mathématiques en Tle) | 2                  | 2                                                               | 4 Les enseignements optionnels sont cumulables |

Les épreuves terminales et anticipées, elles, n'ont pas été modifiées.

##### Baccalauréat 2026
En novembre 2024, la ministre Anne Genetet annonce l'introduction d'épreuves anticipées de mathématiques à la fin de l'année de première pour la session du bac 2026 (à l'instar des épreuves anticipées de français).

## Équivalence des baccalauréats au fil des réformes
Voici les équivalences des baccalauréats au fil des réformes, chacune donnée par les dates de la première et de la dernière session d'examen.

### Baccalauréat général
| XIXe siècle              | 1902 à 1967                             | 1968 à 1985 | 1986 à 1994                                                           | 1995 à 2020 | Depuis 2021 |
| ------------------------ | --------------------------------------- | --- | --------------------------------------------------------------------- | --- | --- |
| Baccalauréat ès Lettres  | Philosophie                             | A1 (Latin-Grec) A2 (Latin-Langues) A3 (Latin-Mathématiques) A4 (Langues-Mathématiques) A5 (Langues) A6 (Musique) A7 (Arts plastiques) | A1 (Lettres-Mathématiques) A2 (Lettres-Langues) A3 (Lettres-Arts)     | L. (Littéraire) - Arts - Arts du cirque - Arts plastiques - Cinéma-Audiovisuel - Danse - Histoire des arts - Musique - Théâtre-Expression dramaturgique - D.G.E.M.C. (Droit et Grands Enjeux du Monde Contemporain) - L.C.A. (Langues et Cultures de l'Antiquité) - Grec ancien - Latin - L.V.A. (Langue Vivante Approfondie) - L.V.1 approfondie - L.V.2 approfondie - L.V.3 (Langue Vivante 3) - Mathématiques | Choix de 3 des spécialités suivantes : - Humanités, Littérature, Philosophie (HLP) - Langue, Littérature et Culture Étrangère et Régionale (LLCER) - Arts (Arts plastiques, Cinéma, Cirque, Danse, Musique ou Théâtre) - Histoire des Arts - Histoire, Géographie, Géopolitique, Sciences Politiques (HGGSP) - Langue et Culture de l'Antiquité (LCA) |
| Baccalauréat ès sciences | Technique et économie (après 1952)      | B (sciences économiques, sciences sociales, mathématiques appliquées)                                                                 | B (sciences économiques, sciences sociales, mathématiques appliquées) | E.S. (Économique et Social) - M.A. (Mathématiques Approfondies) - E.A. (Économie Approfondie) - S.S.P. (Sciences Sociales et Politiques) | Choix de 3 des spécialités suivantes : - Sciences Économiques et Sociales (SES) - Histoire, Géographie, Géopolitique, Sciences Politiques (HGGSP) - Mathématiques |
| Baccalauréat ès sciences | Sciences expérimentales                 | D (mathématiques et sciences de la nature)                                                                                            | D (mathématiques et sciences de la nature)                            | S - S.V.T. (Scientifique - Sciences de la Vie et de la Terre) - Mathématiques - Physique-Chimie - S.V.T. (Sciences de la Vie et de la Terre) - I.S.N. (Informatique et Sciences du Numérique) | Choix de 3 des spécialités suivantes : - Mathématiques - Physique-Chimie - Sciences de la Vie et de la Terre (SVT) - Numérique et Sciences Informatiques (NSI) - Biologie, Écologie - Éducation physique, pratiques et cultures sportives (EPPCS) [depuis 2022]                                                                                       |
| Baccalauréat ès sciences | Sciences expérimentales                 | D' (mathématiques et sciences et techniques agronomiques)                                                                             | D' (mathématiques et sciences et techniques agronomiques)             | S - E.A.T. (Scientifique - Écologie, Agronomie et Territoires) - Mathématiques - Physique et Chimie - E.A.T. (Écologie, Agronomie et Territoires) - I.S.N. (Informatique et Sciences du Numérique) | Choix de 3 des spécialités suivantes : - Mathématiques - Physique-Chimie - Sciences de la Vie et de la Terre (SVT) - Numérique et Sciences Informatiques (NSI) - Biologie, Écologie - Éducation physique, pratiques et cultures sportives (EPPCS) [depuis 2022]                                                                                       |
| Baccalauréat ès sciences | Mathématiques élémentaires              | C (mathématiques et sciences physiques)                                                                                               | C (mathématiques et sciences physiques)                               | S - S.I. (Scientifique - Sciences de l'Ingénieur) - Mathématiques - Physique-Chimie - S.I. (Sciences de l'Ingénieur) - I.S.N. (Informatique et Sciences du Numérique) | Choix de 3 des spécialités suivantes : - Mathématiques - Physique-Chimie - Sciences de l'Ingénieur (SI) - Numérique et Sciences Informatiques (NSI) |
| Baccalauréat ès sciences | Mathématiques et Technique (après 1946) | E (mathématiques et technique) | E (mathématiques et technique)                                        | S - S.I. (Scientifique - Sciences de l'Ingénieur) - Mathématiques - Physique-Chimie - S.I. (Sciences de l'Ingénieur) - I.S.N. (Informatique et Sciences du Numérique) | Choix de 3 des spécialités suivantes : - Mathématiques - Physique-Chimie - Sciences de l'Ingénieur (SI) - Numérique et Sciences Informatiques (NSI) |

Remarque : Dans le cadre du baccalauréat de 2019, les combinaisons mêlant les filières sont entièrement possibles.

### Baccalauréat technologique
| 1968 à 1994 | 1995 à 2012 | 1995 à 2012 | Depuis 2013 |
| --- | --- | --- | --- |
| F.1 (Génie mécanique) F.2 (Électronique) F.3 (Électrotechnique) F.4 (Génie civil) F.5 (Physique de Laboratoire) F.6 (Chimie de Laboratoire) F.7 (Sciences biologiques ; option biochimie) F.7' (Sciences biologiques ; option biologie) F.8 (Sciences médico-sociales) F.9 (Énergie-Équipement) F.10.A (Microtechnique ; option Appareillage) F.10.B (Microtechnique ; option Optique) F.12 (Arts appliqués) | S.T.I. (Sciences et Techniques Industrielles) - Génie mécanique : bois - Génie mécanique : matériaux souples - Génie mécanique : production mécanique - Génie mécanique : systèmes motorisés - Génie mécanique : Microtechniques - Génie mécanique : structures métalliques - Génie civil - Génie énergétique - Génie des matériaux - Génie électronique - Génie électrotechnique - Génie optique - Arts appliqués | S.T.I. (Sciences et Techniques Industrielles) - Génie mécanique : bois - Génie mécanique : matériaux souples - Génie mécanique : production mécanique - Génie mécanique : systèmes motorisés - Génie mécanique : Microtechniques - Génie mécanique : structures métalliques - Génie civil - Génie énergétique - Génie des matériaux - Génie électronique - Génie électrotechnique - Génie optique - Arts appliqués | S.T.I.2D. (Sciences et Technologies de l'Industrie et du Développement Durable) - I.T.E.C (Innovation technologique et Éco-Conception) - S.I.N. (Systèmes d'Information et Numérique) - E.E. (Énergies et Environnement) - A.C. (Architecture et Construction) |
| F.1 (Génie mécanique) F.2 (Électronique) F.3 (Électrotechnique) F.4 (Génie civil) F.5 (Physique de Laboratoire) F.6 (Chimie de Laboratoire) F.7 (Sciences biologiques ; option biochimie) F.7' (Sciences biologiques ; option biologie) F.8 (Sciences médico-sociales) F.9 (Énergie-Équipement) F.10.A (Microtechnique ; option Appareillage) F.10.B (Microtechnique ; option Optique) F.12 (Arts appliqués) | S.T.I. (Sciences et Techniques Industrielles) - Génie mécanique : bois - Génie mécanique : matériaux souples - Génie mécanique : production mécanique - Génie mécanique : systèmes motorisés - Génie mécanique : Microtechniques - Génie mécanique : structures métalliques - Génie civil - Génie énergétique - Génie des matériaux - Génie électronique - Génie électrotechnique - Génie optique - Arts appliqués | S.T.I. (Sciences et Techniques Industrielles) - Génie mécanique : bois - Génie mécanique : matériaux souples - Génie mécanique : production mécanique - Génie mécanique : systèmes motorisés - Génie mécanique : Microtechniques - Génie mécanique : structures métalliques - Génie civil - Génie énergétique - Génie des matériaux - Génie électronique - Génie électrotechnique - Génie optique - Arts appliqués | S.T.D.2A. (Sciences et Technologies du Design et des Arts Appliqués) |
| F.1 (Génie mécanique) F.2 (Électronique) F.3 (Électrotechnique) F.4 (Génie civil) F.5 (Physique de Laboratoire) F.6 (Chimie de Laboratoire) F.7 (Sciences biologiques ; option biochimie) F.7' (Sciences biologiques ; option biologie) F.8 (Sciences médico-sociales) F.9 (Énergie-Équipement) F.10.A (Microtechnique ; option Appareillage) F.10.B (Microtechnique ; option Optique) F.12 (Arts appliqués) | S.T.L. (Sciences et Techniques de Laboratoire) - P.L.P.I. (Physique de Laboratoire et des Procédés Industriels) - C.L.P.I. (Chimie de Laboratoire et des Procédés Industriels) - B.G.B. (Biochimie et Génie Biologique) | S.T.L. (Sciences et Techniques de Laboratoire) - P.L.P.I. (Physique de Laboratoire et des Procédés Industriels) - C.L.P.I. (Chimie de Laboratoire et des Procédés Industriels) - B.G.B. (Biochimie et Génie Biologique) | S.T.L. (Sciences et Technologies de Laboratoire) - Sciences physiques et chimiques de laboratoire - Biotechnologies |
| F.1 (Génie mécanique) F.2 (Électronique) F.3 (Électrotechnique) F.4 (Génie civil) F.5 (Physique de Laboratoire) F.6 (Chimie de Laboratoire) F.7 (Sciences biologiques ; option biochimie) F.7' (Sciences biologiques ; option biologie) F.8 (Sciences médico-sociales) F.9 (Énergie-Équipement) F.10.A (Microtechnique ; option Appareillage) F.10.B (Microtechnique ; option Optique) F.12 (Arts appliqués) | S.M.S. (Sciences Médico-Sociales) | S.M.S. (Sciences Médico-Sociales) | S.T.2S. (Sciences et Technologies de la Santé et du Social) |
| B.T.A. (Brevet de Technicien Agricole) | S.T.A.E. (Sciences et Technologies de l'Agronomie et de l'Environnement) - Technologies végétales - Technologies animales - Technologies des équipements - Technologies des aménagements | S.T.A.E. (Sciences et Technologies de l'Agronomie et de l'Environnement) - Technologies végétales - Technologies animales - Technologies des équipements - Technologies des aménagements | S.T.A.V. (Sciences et Technologies de l'Agronomie et du Vivant) - Technologies de la production agricole - Aménagement et valorisation des espaces - Transformation alimentaire - Services en milieu rural - Sciences et Technologies des équipements          |
| B.T.A. (Brevet de Technicien Agricole) | S.T.P.A. (Sciences et Technologies du Produit Agroalimentaire) - Sciences et Technologies - Sciences, Technologies et Économie | | S.T.A.V. (Sciences et Technologies de l'Agronomie et du Vivant) - Technologies de la production agricole - Aménagement et valorisation des espaces - Transformation alimentaire - Services en milieu rural - Sciences et Technologies des équipements          |
| | | | |
| 1968 à 1994 | 1995 à 2006 | 2007 à 2013 | Depuis 2014 |
| G.1 (Techniques administratives) G.2 (Techniques quantitatives de gestion) G.3 (Techniques commerciales) | S.T.T. (Sciences et Techniques Tertiaires) - A.C.A. (Action et Communication Administratives) - A.C.C. (Action et Communication Commerciales) - C.G. (Comptabilité et Gestion) - I.G. (Informatique et Gestion) | S.T.G. (Sciences et Technologies de la Gestion) - C.F.E. (Comptabilité et Finances des Entreprises) - C.G.R.H. (Communication et Gestion des Ressources Humaines) - M. (Mercatique) - G.S.I. (Gestion des Systèmes d'Information) | S.T.M.G. (Sciences et Technologies du Management et de la Gestion) - G.F. (Gestion et Finances) - R.H.C. (Ressources humaines et Communication) - M. (Mercatique) - S.I.G. (Systèmes d'Information et de Gestion)                                              |
| H. (Techniques informatiques) | S.T.T. (Sciences et Techniques Tertiaires) - A.C.A. (Action et Communication Administratives) - A.C.C. (Action et Communication Commerciales) - C.G. (Comptabilité et Gestion) - I.G. (Informatique et Gestion) | S.T.G. (Sciences et Technologies de la Gestion) - C.F.E. (Comptabilité et Finances des Entreprises) - C.G.R.H. (Communication et Gestion des Ressources Humaines) - M. (Mercatique) - G.S.I. (Gestion des Systèmes d'Information) | S.T.M.G. (Sciences et Technologies du Management et de la Gestion) - G.F. (Gestion et Finances) - R.H.C. (Ressources humaines et Communication) - M. (Mercatique) - S.I.G. (Systèmes d'Information et de Gestion)                                              |
| | | | |
| 1968 à 1977 | 1968 à 1977 | 1978 à 2019 | Depuis 2019 |
| F.11 (Arts : Techniques de la Musique) F.11' (Arts : Techniques de la Danse) | F.11 (Arts : Techniques de la Musique) F.11' (Arts : Techniques de la Danse) | T.M.D. (Techniques de la Musique et de la Danse) - Instrument - Danse | S.2T.M.D. (Sciences et Techniques du Théâtre, de la Musique et de la Danse) - Théâtre - Musique - Danse |
| | | | |
| 1995 à 2017 | 1995 à 2017 | à partir de 2018 | à partir de 2018 |
| Hôtellerie | Hôtellerie | S.T.H.R. (Sciences et Technologies de l'Hôtellerie et de la Restauration) | S.T.H.R. (Sciences et Technologies de l'Hôtellerie et de la Restauration) |

## Filières
Même s'il est possible de passer les épreuves en tant que candidat libre, cet examen est conçu pour être la fin des enseignements ayant lieu au lycée. Les sessions d’examen ont lieu à la fin de l’année scolaire, au mois de juin en France métropolitaine et dans l'essentiel de la France d'outre-mer et au mois de novembre en Nouvelle-Calédonie et à Wallis-et-Futuna.
Il est aussi possible de le passer dans des centres étrangers implanté des établissements homologués par le ministère de l'Éducation nationale, le cas échéant avec un calendrier spécifique (et donc des sujets choisis spécifiquement), notamment à Pondichéry, à Singapour, à Washington, au Canada, en Chine, en Espagne, au Liban, au Maroc, etc. Le baccalauréat est organisé en trois voies : générale, technologique et professionnelle.
| Niv 4 Bac +0 17 |                                   | Baccalauréat général Arts, SES, SVT, HGGSP, Humanités, LCA, LLCE, Maths, PC, NSI, SVT, SITerminale générale |                                   | Baccalauréat technologique STAV, ST2S, STD2A, STMG, S2TMD, STI2D, STHR, STLTerminale technologique |                     | Baccalauréat professionnel Alimentaire, Vente, Beauté, Bâtiment, Santé, Design, Véhicules, NumériqueTerminale professionnelle | BMA                                   | BP                                    | CS5 CS4 CS3                           | BM                                    | BTM |
| Niv 3 16        | Première générale                 | Première technologique                                                                                      | Première professionnelle          | CAP 2e année                                                                                       | CAP 2e année        | CAP 2e année | CAP 2e année                          | CAP 2e année                          |                                       |                                       |     |
| 15              | Seconde générale et technologique | Seconde générale et technologique                                                                           | Seconde générale et technologique | Seconde professionnelle                                                                            | CAP 1re année       | CAP 1re année | CAP 1re année                         | CAP 1re année                         | CAP 1re année                         |                                       |     |
| RNCP Âge        | Lycée général                     | | Lycée technologique               | | Lycée professionnel | Centre de formation d'apprentis (CFA)                                                                                         | Centre de formation d'apprentis (CFA) | Centre de formation d'apprentis (CFA) | Centre de formation d'apprentis (CFA) | Centre de formation d'apprentis (CFA) |     |

### Filière générale
D’un point de vue légal, le but du baccalauréat général est de vérifier « un niveau de culture défini par les enseignements des lycées » d’une part et de contrôler les « connaissances dans des enseignements suivis par l’élève en dernière année » (c’est-à-dire en terminale) d’autre part.

#### Actuellement

##### Filière générale
Depuis la rentrée 2019, les élèves choisissent trois enseignements de spécialité en classe de première, puis en gardent deux en classe de terminale. Ces enseignements de spécialité permettent de se spécialiser dans les matières que l'élève choisit. Il y a 12 spécialités :
- arts (théâtre, arts plastiques, cinéma-audiovisuel, danse, histoire des arts, musique) ;
- biologie-écologie (uniquement dans les lycées d'enseignement général et technologique agricoles) ;
- histoire-géographie, géopolitique et sciences politiques (HGGSP) ;
- humanité, littérature et philosophie (HLP) ;
- littératures, langues et cultures de l'Antiquité (LLCA) : latin ou grec ancien ;
- langues, littérature et cultures étrangères et régionales (LLCER) : anglais, anglais du monde contemporain, espagnol, allemand, italien et langues régionales ;
- mathématiques ;
- numérique et science informatique (NSI) ;
- physique-chimie ;
- sciences économiques et sociales (SES) ;
- sciences de l'ingénieur (SI) ;
- science de la vie et de la terre (SVT).

À la rentrée 2021, une treizième spécialité est créée : éducation physique, pratiques et cultures sportives (EPPCS).
Ce diplôme ne permet pas l’insertion professionnelle mais permet de continuer ses études à l’université ou en classe préparatoire aux grandes écoles. Les titulaires d’un baccalauréat général peuvent aussi poursuivre dans des filières technologiques et tenter d’obtenir un BTS ou une formation à l'IUT.

##### Filière technologique
L'obtention d'un baccalauréat technologique conduit à la poursuite d'étude dans l’enseignement supérieur. Réformées en 2011 (session 2013), les séries sont maintenues lors de la réforme menée par Jean-Michel Blanquer en 2019. À la rentrée 2019, les élèves entrant en classe de première choisissent une série parmi huit :
- baccalauréat sciences et technologies du management et de la gestion (STMG) ;
- baccalauréat sciences et technologies de l'hôtellerie et de la restauration (STHR) : La série sciences et technologies de l'hôtellerie et de la restauration (STHR) dispose d'un cursus en trois ans avec une classe de seconde spécifique.
- baccalauréat sciences et technologies de la santé et du social (ST2S) ;
- baccalauréat sciences et technologies de l'agronomie et du vivant (STAV) ;
- baccalauréat sciences et technologies du design et des arts appliqués (STD2A) ;
- baccalauréat sciences et technologies de l'industrie et du développement durable (STI2D) ;
- baccalauréat sciences et technologies de laboratoire (STL) ;
- baccalauréat sciences et techniques du théâtre, de la musique et de la danse (S2TMD).

##### Filière professionnelle
Le baccalauréat professionnel permet une insertion rapide dans la vie active ainsi que la poursuite d'études supérieures, principalement dans les BTS qui accueillent désormais massivement les bacheliers de la voie professionnelle, voire en IUT.
À partir de la rentrée 2019, le baccalauréat professionnel, qui comporte près de 100 spécialités, s'effectue en trois ou deux ans après une classe de seconde « par famille de métiers » qui permet une spécialisation non plus en fin de troisième. Bien qu'accessible tout de suite après la troisième, certains préfèrent d'abord effectuer un certificat d'aptitude professionnelle (CAP). Au cours de la classe de première, la plupart des élèves passent le brevet d'études professionnelles (BEP) dans la spécialité qu'ils suivent.

## Dispositions communes

### Les mentions

Orientation dans le système éducatif secondaire français.

Les mentions ne concernent que les élèves qui ont obtenu une moyenne supérieure ou égale à 12 à l’issue du premier groupe.
- mention « Assez bien » : moyenne supérieure ou égale à 12 et inférieure à 14 ;
- mention « Bien » : moyenne supérieure ou égale à 14 et inférieure à 16 ;
- mention « Très bien » : moyenne supérieure ou égale à 16 et inférieure à 18 ;
- mention « Très bien, avec les félicitations du jury » : moyenne supérieure ou égale à 18.

Une moyenne supérieure à 16 peut entraîner une récompense de la part des institutions (préfectures, etc.).
Sous le premier septennat de François Mitterrand, les mentions avaient été supprimées par décret en 1983 puis rétablies, de nouveau par décret, en 1984. Ce décret supprime toutefois la mention « Passable » qui n'aura donc existé que de 1962 à 1983 pour les élèves ayant obtenu une moyenne entre 10 et 12.
Il est à noter que, pour un élève passant à l'oral de rattrapage (moyenne du premier groupe entre 8 et 10), le fait d'obtenir une moyenne au deuxième groupe supérieure à 12 (ce qui peut parfois arriver avec le jeu des coefficients) ne confère pas de mention.
L'indication « section européenne » ou « section de langue orientale » ou « discipline non linguistique ayant fait l'objet d'un enseignement en langue vivante » ou « baccalauréat français international » ou « mobilité européenne et international » peut être ajoutée au diplôme sous certaines conditions.

### Caractère universitaire du diplôme
Le baccalauréat n’est pas seulement le diplôme terminal des études secondaires puisqu’il s'agit aussi du premier grade universitaire. Cela a plusieurs conséquences pratiques :
- le président du jury du baccalauréat est obligatoirement un enseignant-chercheur[68] (sans lequel le jury ne peut siéger) ;
- le baccalauréat étant le premier grade universitaire en France, il ouvre les portes de l'université, ce qui en pratique, exclut toute sélection approfondie pour l'entrée en université.

Toujours en considération du caractère universitaire du baccalauréat, le pouvoir disciplinaire en cas de fraude au baccalauréat relevait d'une section disciplinaire du conseil d'administration d'une université de l'académie du candidat, et ce jusqu'à la réforme intervenue en mai 2012.

### Régime disciplinaire
Jusqu'en 2012, en cas de fraude ou de tentative, le candidat au baccalauréat passait devant une section disciplinaire d'université, et en cas d'appel, devant la section disciplinaire du Conseil national de l'enseignement supérieur et de la recherche (CNESER). Depuis la réforme intervenue par le décret no 2012-640 du 3 mai 2012, ces dossiers sont soumis à une commission de discipline du baccalauréat constituée dans l'académie.
La commission de discipline du baccalauréat est présidée par un professeur des universités et comprend en outre deux inspecteurs d'académie — inspecteurs pédagogiques régionaux —, un chef de centre d'examen, un enseignant du second degré membre d'un jury du baccalauréat, un étudiant choisi dans le conseil d'administration d'une université de l'académie, et enfin un lycéen membre du conseil académique de la vie lycéenne.
Les sanctions susceptibles d'être prononcées sont un blâme, la privation de toute mention, l'interdiction de passer des examens pendant plusieurs années ou celle de s'inscrire dans un établissement dispensant des formations post-baccalauréat, pendant une durée pouvant atteindre cinq ans.
La décision prise par la commission de discipline peut donner lieu à un recours de plein contentieux devant le tribunal administratif.

### Certificat de fin d'études secondaires
Les candidats ajournés à l’examen du baccalauréat reçoivent, s’ils ont obtenu pour l’ensemble des épreuves une note moyenne au moins égale à 8, un certificat de fin d'études secondaires.

### Sections à caractère biculturel
Les SELO (sections européennes ou de langue orientale) ainsi que les sections internationales donnent lieu à des épreuves spécifiques qui permettent l'ajout d'une mention « section européenne », « section de langue orientale » ou l'obtention du baccalauréat français international (BFI) jusqu'en 2023.
Dès 2024, le baccalauréat français international (BFI) achèvera une scolarité en section internationale. Les lycéens préparant le BFI suivent au cours du cycle terminal des enseignements de connaissance du monde, d'une discipline non linguistique telle que l'histoire-géographie et d'approfondissement culturel et linguistique, c'est-à-dire de littérature de la langue choisie. Les épreuves spécifiques de ces trois disciplines sont chacune de coefficient 20.
Les sections binationales conduisent à la délivrance simultanée du baccalauréat français et d'un diplôme ou attestation reconnu par un État partenaire. L'Abibac (bac bilingue franco-allemand) est le plus ancien et le plus connu de ces « baccalauréats bi-nationaux ». Il existe également l'Esabac (baccalauréat bilingue franco-italien), le Bachibac (baccalauréat bilingue franco-espagnol) et, de 2011 à 2023, le baccalauréat franco-américain (BFA).

### Dispositions communes aux baccalauréats général et technologique

#### Les épreuves
Les baccalauréats généraux et technologiques comprennent des épreuves obligatoires et des épreuves facultatives (deux au maximum).
On distingue deux groupes d’épreuves, le premier que tous les candidats passent et le second pour les « épreuves orales de contrôles » familièrement appelées « rattrapages ».
Il peut y avoir des épreuves anticipées, c’est-à-dire à la fin de la classe de première, comme l’épreuve de français, celle de sciences physiques et naturelles pour ceux de série littéraire et économique et sociale et les travaux personnels encadrés (TPE) ; ou des épreuves « en cours de formation » comme l’éducation physique et sportive.
Pour chaque épreuve est attribuée une note entre 0 et 20 en points entiers. L’absence à une épreuve est équivalente à la note 0, qui n'est pas éliminatoire. En faisant la moyenne pondérée des notes, on obtient la note finale. Si celle-ci est supérieure à 10, le diplôme est attribué. Si elle est inférieure à 8, le diplôme n'est pas attribué. Entre 8 et 10, le candidat doit passer le second groupe d’épreuves. Toutefois, la décision revient à un jury qui prend en compte également les éléments du livret scolaire.
Il existe une seconde session d’examen qui se déroule en septembre. Contrairement à ce qui se passe dans les universités, cette seconde session n’est pas destinée aux candidats ayant raté la première mais réservée à ceux ayant eu un empêchement grave.

## Statistiques
|                            | 1970 | 1980 | 1985 | 1990 | 1995 | 2001 | 2002 | 2003 | 2004 | 2005 | 2006 | 2007 | 2008 | 2009 | 2010 | 2011 | 2012 | 2013 | 2014 | 2015 | 2016 | 2017 | 2018 | 2019 | 2020 | 2021 | 2022 |
| Baccalauréat général       | 69,0 | 65,9 | 67,8 | 75,4 | 75,1 | 79,4 | 80,3 | 83,7 | 82,5 | 84,1 | 86,6 | 87,7 | 87,9 | 88,9 | 87,3 | 88,3 | 89,6 | 92   | 90,9 | 91,5 | 91,5 | 90,6 | 91,1 | 91,2 | 97,6 | 97,5 | 96,0 |
| Baccalauréat technologique | 57,7 | 59,2 | 65,4 | 68,4 | 75,5 | 78,1 | 76,8 | 76,7 | 76,9 | 76,2 | 77,3 | 79,3 | 80,3 | 79,8 | 81,6 | 82,3 | 83,2 | 86,4 | 90,6 | 90,6 | 90,7 | 90,4 | 88,9 | 88,1 | 94,8 | 93,9 | 90,4 |
| Baccalauréat professionnel |      |      |      | 74,3 | 72,7 | 77,5 | 76,6 | 75,9 | 76,9 | 74,7 | 77,3 | 78,5 | 77,0 | 87,3 | 86,5 | 84,0 | 78,4 | 78,5 | 81,9 | 80,3 | 82,5 | 81,5 | 82,6 | 82,3 | 90,4 | 86,6 | 82,2 |
| Tous baccalauréats         | 67,2 | 63,9 | 67,2 | 73,1 | 74,9 | 78,8 | 78,8 | 80,1 | 79,7 | 79,9 | 82,1 | 83,4 | 83,5 | 86,2 | 85,6 | 85,7 | 84,5 | 86,8 | 87,9 | 87,8 | 88,6 | 87,9 | 88,3 | 88,1 | 95,0 | 93,7 | 91,0 |

|                            | 1970 | 1980 | 1985 | 1990 | 1995 | 2000 | 2005 | 2006 | 2007 | 2008 | 2009 | 2010 | 2011 | 2012 | 2013 | 2014 | 2015 | 2016 | 2017 | 2018 | 2019 |
| Baccalauréat général       | 16,7 | 18,6 | 19,8 | 27,9 | 37,2 | 32,9 | 33,7 | 34,8 | 34,7 | 34,6 | 35,9 | 34,3 | 35,8 | 37,1 | 38,0 | 37,7 | 39,5 | 40,5 | 41,3 | 42,1 | 42,6 |
| Baccalauréat technologique | 3,4  | 7,3  | 9,6  | 12,8 | 17,6 | 18,5 | 17,3 | 17,2 | 16,8 | 16,6 | 16,2 | 16,3 | 16,1 | 15,7 | 15,6 | 16,0 | 15,6 | 15,7 | 15,8 | 16,3 | 16,5 |
| Baccalauréat professionnel |      |      |      | 2,8  | 7,9  | 11,4 | 11,5 | 12,3 | 12,8 | 12,6 | 14,7 | 14,4 | 19,1 | 23,9 | 20,1 | 23,8 | 22,2 | 22,6 | 22,0 | 21,5 | 20,9 |
| Ensemble                   | 20,1 | 25,9 | 29,4 | 43,5 | 62,7 | 62,8 | 62,5 | 64,3 | 64,2 | 63,8 | 66,8 | 65,0 | 71,0 | 76,7 | 73,7 | 77,4 | 77,2 | 78,8 | 79,1 | 79,9 | 80,0 |

En 1989, Arthur Ramiandrisoa est, à 11 ans, le plus jeune lauréat du diplôme. En 2015, Marcel Masegosa, âgé de 93 ans, devient quant à lui le plus vieux bachelier français.
En 2016, un nouveau record national de réussite au baccalauréat a été établi par le lycée Saint-Louis-de-Gonzague à Paris, avec 100 % de réussite avec mention et 90,7 % de mentions Très Bien sur un effectif de 151 candidats.
En 2020, du fait du contexte sanitaire exceptionnel (Covid-19), le taux de réussite est historiquement élevé : 91,5 % avant le rattrapage.

## Critiques du diplôme

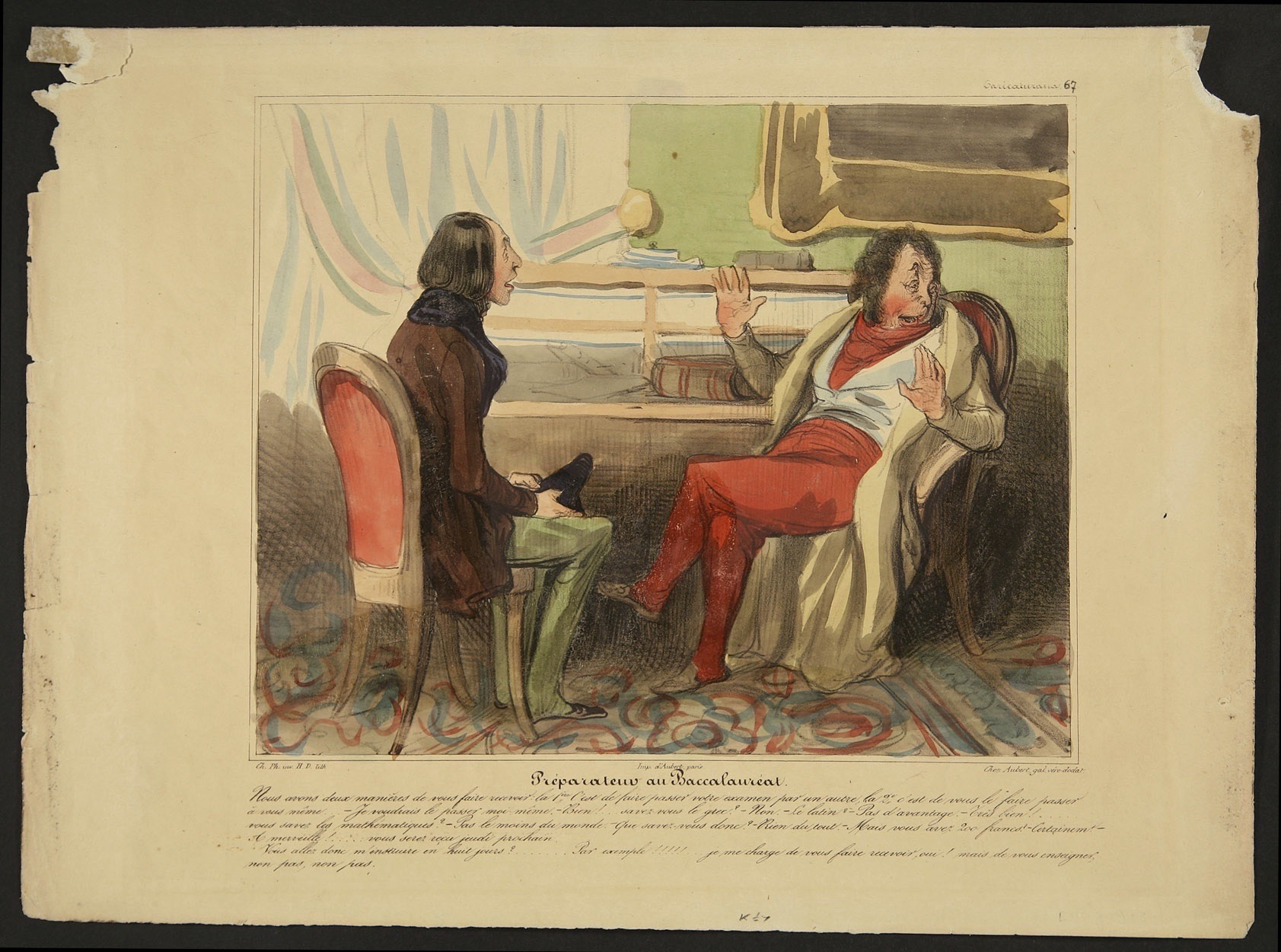
Préparateur au baccalauréat / Philipon, Daumier, vers 1830.

Dès sa création par Napoléon Ier, le baccalauréat a fait l'objet de critiques et de moqueries. Les caricaturistes du XIXe siècle dénoncent la fraude fréquente, les examinateurs qui se font payer pour délivrer le précieux diplôme, le bachotage imposé aux candidats, la nullité de certains candidats, le caractère des épreuves.

### Taux de réussite artificiellement gonflé et dévalorisation du diplôme
Avec la très forte augmentation des titulaires d'un baccalauréat général, s'est posée la question de son éventuelle dévalorisation, c'est-à-dire de la baisse de l'offre d'emplois auxquels permet d'accéder ce diplôme, la valeur de ce dernier reposant sur le fait que celui-ci confirme une formation ayant créé des aptitudes qui sont valorisées sur le marché du travail. Le nombre de diplômés d'un baccalauréat général est, en effet, passé de 33 145 en 1950 à 274 100 en 1998, soit une multiplication du nombre de détenteurs d'un baccalauréat général par plus de 8 en moins de 50 ans. De plus, si l'on ajoute les 221 200 baccalauréats techniques et professionnels au nombre total de bacheliers en 1998, celui-ci a été multiplié par près de 15 de 1950 à 1998. Dès 1999, une étude constatait que certains bacheliers occupent des emplois ouvriers « parfois durablement ».
La hausse du niveau scolaire a été rendue possible, non seulement par l'abaissement des coûts de la formation, mais aussi par la baisse de sélectivité du système scolaire,. La création de nouvelles filières, pour un niveau de certification donné, a participé à la baisse de la sélectivité. Ainsi, la création de baccalauréats techniques puis professionnels a permis d’abaisser la sélectivité pour un même niveau d’études. « La dévalorisation semble donc effective et vraisemblablement en partie irréversible ».
Cet état de fait a eu pour conséquence que la majorité des plus jeunes détenteurs de baccalauréats généraux poursuivent leurs études.
En 2024, le ministère de l’Éducation nationale confirme que les taux de réussite aux examens étaient gonflés artificiellement. Ainsi le taux de réussite au baccalauréat passe de 75,5 % en 1990 à 95,7 % en 2023, une hausse principalement liée à l’évolution du processus de correction des épreuves.

### Comparaison internationale et difficultés engendrées par l'absence de sélectivité
Avec un baccalauréat diplômant près de 80 % d'une génération au niveau bac en 2017, la France demeure une exception mondiale dont se rapproche seulement l'Italie avec l'Esame di Stato. En comparaison, l'Abitur en Allemagne n'est obtenu que par 33 % d'une classe d'âge et, en Suisse, la « maturité gymnasiale » seulement par 20 % d'une génération.
Ce baccalauréat, dont la sélectivité a été diminuée, a été mis en relation avec les près de 60 % d’échec en première année à l'université (41,6 % de l’ensemble des étudiants inscrits en première année passent en seconde année, soit 50,8 % pour les bacheliers généraux, 13,6 % des bacheliers technologiques et 4,6 % des bacheliers professionnels),. Là, où la France peine à atteindre les 40 % d’étudiants entrés dans le système et validant leur licence au bout de quatre ans, les pays voisins affichent des taux de réussite qui se situent entre 70 % et 85 %.
L’augmentation du nombre de bacheliers a également pour conséquence que la demande des étudiants ne correspond pas à l'offre des universités et aux débouchés professionnels ouverts à la sortie. En 1997, un rapport sénatorial estimait « inconcevable de rendre le baccalauréat plus sélectif du fait de la généralisation de l'enseignement secondaire » et que « les premiers cycles universitaires sont donc condamnés à s'adapter au plus grand nombre ».

### Le baccalauréat dans la société française
L’examen est tous les ans très médiatisé. Le taux de réussite est en forte progression depuis 50 ans.
De nombreuses personnalités n'ont pas eu le bac. C'est notamment le cas de René Monory, Pierre Bérégovoy, André Malraux, Émile Zola (raté deux fois), Georges Marchais, Antoine Pinay, Antoine de Maximy, Marcel Bleustein-Blanchet, Alain Delon, Gérard Depardieu, Sacha Guitry, Michel Drucker, Christian Estrosi, Georges Brassens, du général Bigeard, de Jean-Pierre Pernaut, Jean-Louis Debré, Jacques Weber, Omar Sy, Jamel Debbouze, Chimène Badi, Fabrice Luchini, Christophe Maé, Diam's, Vanessa Paradis, Emmanuelle Devos, Marc Lavoine, Patrick Bruel, Mélanie Thierry, Nicolas Duvauchelle, Zinédine Zidane et Christian Jacob.
De nombreuses personnes critiquent un abaissement du niveau requis pour obtenir le bac, c'est par exemple le cas du collectif « Méritez-le ». D'autres critiquent le baccalauréat comme facteur d'inégalités sociales, permettant de limiter l'accès aux études supérieures à une frange privilégiée des élèves. Par exemple, Franck Lepage critique son caractère excluant et piégeant pour les classes populaires et Jacques Marseille le désigne comme un « monument d’hypocrisie nationale » et un « instrument d’inégalité sociale ».
Toutefois, il reste possible de poursuivre certaines études sans pour autant avoir le baccalauréat. En France, la capacité en droit permet par exemple, à des élèves non-bacheliers de suivre des études supérieures de droit. Certains BTS sont également accessibles sans le baccalauréat, tout comme le JEPS, le BEES ou le diplôme de hautes études de pratiques sociales (DHEPS, voir pratique sociale).

## Équivalence internationale
Il est l’équivalent :
- de l'Abitur en Allemagne ;
- du A-level au Royaume-Uni ;
- du Bachillerato ou de la Selectividad en Espagne ;
- du Certificat d'enseignement secondaire supérieur en Communauté française de Belgique ;
- d'un Diplôme d'études collégiales (DEC) au Québec ;
- du Diploma van het Secundair Onderwijs en Communauté flamande de Belgique ;
- du Diploma Voortgezet Onderwijs aux Pays-Bas ;
- de l'Esame di Stato en Italie ;
- de l'Examen d'État unifié (en russe : Единый государственный экзамен (ЕГЭ), Yediniy gosudarstvenniy ekzamen (EGE)) en Russie ;
- du Gaokao (高考) en Chine ;
- du Gymnasieexamen (sv) en Suède, du Ylioppilastutkinto ou studentexamen en Finlande ;
- du High school diploma (en) aux États-Unis ;
- de la Matura en Autriche, en Croatie, en Pologne et en Slovénie ;
- de la Maturita en République tchèque et en Slovaquie ;
- de la Maturité/Matura/Maturità en Suisse ;
- du Yükseköğretim Kurumları Sınavı ou de la lise diploma en Turquie.
- du Senior Secondary Certificate of Education en Australie.

Il ne doit pas être confondu avec le Baccalauréat ou « bachelor’s degree » du système anglo-saxon, le baccalauréat québécois ou le baccalauréat belge qui sont des diplômes obtenus au cours des études universitaires souvent comparables à la licence française.
Il est à noter que ces équivalences ne sont pas exactes en nombre d'années. Par exemple, arriver au bac français nécessite douze ans de scolarité (incluant toutes les années après l'école maternelle) ; au Québec, le Diplôme d'études collégiales pré-universitaire (DEC) nécessite treize ans. Toutefois, malgré cette différence, les baccalauréats de série générale ou technologique et le DEC pré-universitaire québécois font l'objet d'un accord entre la France et le Québec pour leur reconnaissance mutuelle dans les deux pays. Quant aux baccalauréats de série professionnelle, ils sont l'équivalent de l'Attestation d'études collégiales (AEC), qui requiert en général une année d'étude comparativement à trois pour le DEC.

### Statistiques
1. ↑  1995 et années antérieures : ancienne série, avec les données démographiques calées sur le recensement de 1990 pour les années 1990 et 1995.
2. ↑  2000 à 2007 : nouvelle série, avec les données démographiques calées sur le recensement de 1999.
3. ↑  2008 et 2009 : indicateur calculé à partir des estimations démographiques de l'INSEE à partir du recensement de 1999.

### Filmographie
- Les derniers jours du bac ?, film documentaire réalisé par Olivier Lamour, ADAV-Cie des Phares et balises, Paris, 1997?, 52 min (VHS).
- Le baccalauréat : deux siècles d'épreuves, film documentaire réalisé par Patrick Cabouat, ADAV, Paris, 2003, 52 min (VHS).
- Les Sous-doués
- Nos 18 ans